# Zūvār
Zūvār (persiska: زويار, زُوان, زووار, Zūyār) är en ort i Iran.   Den ligger i provinsen Qazvin, i den nordvästra delen av landet, 150 km nordväst om huvudstaden Teheran. Zūvār ligger 1 393 meter över havet och antalet invånare är 820.
Terrängen runt Zūvār är platt åt sydväst, men åt nordost är den kuperad. Terrängen runt Zūvār sluttar söderut. Runt Zūvār är det ganska tätbefolkat, med 108 invånare per kvadratkilometer. Närmaste större samhälle är Qazvin, 9,1 km sydost om Zūvār. Trakten runt Zūvār består i huvudsak av gräsmarker.